# 旧庄窝东站
旧庄窝东站是丰沙铁路上的一个小火车站。该站位于河北省张家口市怀来县官厅镇境内，距离北京站91公里，沙城站30公里。车站等级为四等站，建于1972年，为下行车站。